# Chemicky čistá látka
Chemicky čistá látka (též chemické individuum),[chybí lepší zdroj] je taková látka, jejíž chemické složení je v celém jejím objemu stejné a je tvořena jedním druhem chemických individuí, tedy buď jen jedním druhem atomů, nebo molekul, nebo molekulárních komplexů.
Čisté látky rozdělujeme na prvky a sloučeniny.
Chemický prvek, též označovaný jako elementární látka, obsahuje jen jeden druh atomů. Přitom u atomů nerozlišujeme jejich různé izotopy.
Typickým příkladem elementární látky je čistý plynný vodík, který je tvořen dvouatomovými molekulami H2, nebo čisté plynné hélium, tvořené atomy He, nebo diamant, tvořený krystalickou mřížkou obrovského množství uhlíkových atomů C.
Např. voda je chemicky čistá látka a naopak vzduch je chemicky složená látka.
Příkladem sloučeniny je plynný methan, tvořený samostatnými molekulami CH4, nebo voda, tvořená molekulami H2O, propojenými vodíkovými vazbami do nadmolekulárních komplexů, nebo modrá skalice síran měďnatý pentahydrát, v krystalické podobě tvořený nadmolekulárním komplexem CuSO4·5H2O.